# تورا (مجارستان)
تورا (به مجاری:  Tura) یک منطقهٔ مسکونی در مجارستان است که در ناحیه آسود واقع شده‌است. تورا ۵۵٫۹۲ کیلومتر مربع مساحت و ۷٬۹۴۵ نفر جمعیت دارد.